# The Triumph of Steel
The Triumph of Steel е албум на хевиметъл групата Manowar. Издаден е през 1992 г. Това е единственият албум, в който участват Дейвид Шенкъл и Райно.

## Песни
1. Achilles, Agony and Ecstasy in Eight Parts – 28:38
  - Prelude
  - I. Hector Storms the Wall
  - II. The Death of Patroclus
  - III. Funeral March
  - IV. Armor of the Gods
  - V. Hector's Final Hour
  - VI. Death Hector's Reward
  - VII. The Desecration of Hector's Body
    - Part 1
    - Part 2

  - VIII. The Glory of Achilles
2. Metal Warriors – 3:54
3. Ride the Dragon – 4:33
4. Spirit Horse of the Cherokee – 6:02
5. Burning – 5:10
6. The Power of Thy Sword – 7:51
7. The Demon's Whip – 7:50
8. Master of the Wind – 5:26

### Състав
- Ерик Адамс – вокали
- Дейвид Шенкъл – китари
- Джоуи Демайо – басс
- Кени Ърл Едуардс (Райно)– барабани